# Eirenis punctatolineatus
Eirenis punctatolineatus là một loài rắn trong họ Rắn nước. Loài này được Boettger mô tả khoa học đầu tiên năm 1892.